# S'Enclusa
S'Esclusa o S'Enclusa (puig de s'Enclusa o muntanya de s'Enclusa) és la segona muntanya més alta de Menorca amb 275 metres d'alçada. Els ferreriencs també fan referència a la muntanya com «dalt sa torre». Està situada en el terme municipal de Ferreries, en terrenys situats entre el Molí de Baix i Son Blanc, en la franja més accidentada i de majors cotes de la regió de la Tramuntana de Menorca. Està constituïda per arenisques vermelles del triàsic inferior.
A la part més alta de la muntanya s'hi troba la talaia de s'Enclusa. És una torre de planta rectangular del segle xviii que tenia com a finalitat la vigilància. Des de la carretera Me-1 (Maó-Ciutadella) se poden veure dalt la muntanya les dues grans antenes de comunicacions de l'exèrcit nord-americà.

## Base militar nord-americana
A dalt de la muntanya s'hi troba una base militar nord-americana, abandonada des de la dècada dels anys 1990. Les obres de la base militar es van iniciar l'any 1963 i va entrar en funcionament l'any 1965. La funció de la base simplement consistia a unir comunicacions entre els Estats Units i els sistemes de comunicacions exteriors de les tropes desplegades a l'Orient. El personal destinat a la base fou militar fins a l'any 1988, en què fou substituït per personal tècnic. El relleu del personal militar es feia cada 15 mesos. Cada 15 dies arribava un vol dels EUA amb menjar i altres productes americans per a la seva manutenció. De l'illa només consumien els productes frescos. L'abastiment d'aigua es feia a través de camions bota des dels quals, una vegada connectats al sistema d'abastiment, es feia pujar l'aigua, a través d'uns motors, al dipòsit en forma de bolla de color verd situat al cim més alt de la muntanya. Una part del personal de serveis que hi va fer feina provenia de la població de Ferreries (cuiners, manteniment). Degut al final de la Guerra Freda, i al desenvolupament de noves tecnologies, les instal·lacions van acabar obsoletes i eren massa costoses per al seu manteniment. La base es va tancar l'any 1993.

## Centre d'interpretació de la Reserva de la Biosfera
En la visita del president de la Fundació Biodiversitat del Ministeri de Medi Ambient d'Espanya, Antonio Serrano, que va fer el 3 d'abril de 2007, es va informar dels detalls de l'acord de compra de s'Enclusa per un import total de 350.000 € i es va anunciar que, a partir de l'estiu de 2008, es convertiria en seu del centre d'interpretació de la Reserva de la Biosfera. A partir de llavors, el Govern central, com a titular dels terrenys, i el Consell Insular de Menorca, encarregat de gestionar els futurs usos de s'Enclusa, havien de treballar en l'elaboració d'un pla d'usos per concretar quin tipus d'instal·lacions tindrien acollida al cim.